# 四川曲腹蛛
四川曲腹蛛（学名：Cyrtarachne szetschuanensis）为园蛛科曲腹蛛属的动物。在中国大陆，分布于四川等地。该物种的模式产地在四川。